# Навсифан
Навсифан (др.-греч. Ναυσιφάνης; IV в. до н.э.) — древнегреческий философ, последователь Демокрита, ученик Пиррона.  Родился в Теосе.
Он был известен, в основном, как ритор, имел много учеников. Эпикур некоторое время был слушателем его лекций, но был недоволен, и, по-видимому, бранил его в своих писаниях.  Навсифан утверждал, что изучение натуральной философии (физики) является лучшей основой для изучения риторики или политики.  Филодем в Риторике приводит доводы против мнения Навсифана о натурфилософах как лучших ораторах. Эпикур мог вывести три критерия истины в его Каноне из Треножника Навсифана.